# 大寨村 (滑县大寨乡)
35°30′00″N 114°55′00″E / 35.50000°N 114.91667°E
大寨村是中华人民共和国河南省安阳市滑县大寨乡下辖的一个村。为大寨乡乡政府驻地。距县城道口镇约36 公里，距濮阳市道路距离约42 公里，距山东省菏泽市东明县道路距离约40 公里。与黄河最近直线距离17 公里。